# Utetes traventatus
Utetes traventatus är en stekelart som först beskrevs av Fischer 1995.  Utetes traventatus ingår i släktet Utetes och familjen bracksteklar. Inga underarter finns listade i Catalogue of Life.